# El exorcista del Papa
The Pope's Exorcist (titulada El Exorcista del Papa en España e Hispanoamérica) es una película de terror sobrenatural estadounidense de 2023 dirigida por Julius Avery y protagonizada por Russell Crowe, Daniel Zovatto, Alex Essoe y Franco Nero. La película está basada en las memorias del padre Gabriele Amorth An Exorcist Tells His Story y An Exorcist: More Stories.
La producción comenzó en 2022 cuando Screen Gems compró los derechos de la historia de Amorth. Después de un cambio de director y revisiones del guion, el rodaje se llevó a cabo desde agosto a octubre de 2022 en Irlanda. Se estrenó en India el 7 de abril de 2023, y en Estados Unidos y Canadá el 14 de abril del mismo año.

## Argumento
El padre Gabriele Amorth, exorcista personal del papa, es un hombre sencillo, divertido y práctico en ocasiones. Amorth llega a un pequeño pueblo italiano donde un hombre está presuntamente poseído por un espíritu. Junto con el sacerdote local, entra a la habitación donde el hombre está atado a una cama. Mientras exorciza al hombre, se refiere a él como Satanás y lo obliga a poseer a un cerdo que trajo para el exorcismo. Cuando el espíritu posee al cerdo, el padre le dispara inmediatamente.
El incidente lo mete en problemas con un tribunal de la Iglesia, pues el padre actuó sin permiso de sus superiores. Un miembro del tribunal es un obispo amigable, Lumumba, pero otro es un cruel cardenal estadounidense, Sullivan, quien es un escéptico de los exorcismos e incluso de las posesiones demoniacas. Amorth alega que el mal sí existe, pero que él no exorcizó al hombre, sino que montó un teatro psicológico para ayudar al mentalmente perturbado hombre. Disgustado, Amorth sale del tribunal.
Después de esto, el papa le pide que visite a un niño poseído, Henry, en España. Henry, su madre Julia y su hermana rebelde adolescente Amy viajaron desde Estados Unidos a España para adueñarse de una misteriosa y vieja abadía, la cual fue la única herencia del padre de Henry, quien murió empalado en un accidente de auto, siendo Henry testigo de esto. El niño, traumatizado, no ha hablado desde la muerte de su padre. Los trabajadores, quienes estaban restaurando la abadía para que la familia pudiera venderla, se retiran tras un incendio sospechoso. Henry comienza a actuar de forma extraña, pero los exámenes cerebrales no muestran nada anormal.
Henry, siendo poseído por un demonio, pide un padre; el padre local Esquibel llega a la escena, pero Henry lo lanza fuera de la habitación diciendo "cura equivocado". Amorth llega a España y designa a Esquibel como asistente, aunque Esquibel no ha recibido entrenamiento como exorcista. Esquibel dice que ha oído hablar de Amorth, pero que no ha leído sus libros; y Amorth responde "los libros son buenos". Esquibel comete errores de principiante al comienzo, incluyendo estrangular a Henry cuando se enfrenta a él.
El dúo intenta varias veces exorcizar a Henry, pero sin éxito. El demonio de Henry incluso posee a Amy algunas veces. Amorth se entera de que Julia no ha sido creyente desde su niñez, pero la convence de empezar a rezar.
En Roma, el papa se enferma al leer documentos sobre el caso español y es hospitalizado. Amorth encuentra un pozo que lleva a un complejo subterráneo debajo de la abadía, sellado por la Iglesia por su peligro demoníaco. Se entera de que un fundador de la Inquisición española fue poseído mientras realizaba un exorcismo, infiltrándose en la Iglesia para cometer atrocidades en nombre de Dios, incluyendo la Inquisición misma. Amorth también descubre que esto fue encubierto por la Iglesia, y eventualmente averigua el nombre del demonio: Asmodeo, dato que ayudará en el exorcismo.
Amorth y Esquibel participan en el sacramento de la confesión y la absolución, confesándose mutuamente y absolviéndose de sus pecados: después de que Amorth, un guerrillero italiano, sobrevivió a la Segunda Guerra Mundial y prometió servir a Dios en gratitud, una mujer mentalmente enferma pidió ayuda a Amorth, y murió por suicidio cuando él no la ayudó por orgullo; y Esquibel fornicó con una joven con la que no se casó después. Los dos se preparan; Amorth instruye a Esquibel a usar un collar de la Medalla Milagrosa. Durante el exorcismo, tienen horribles visiones de las mujeres a las que les fallaron. El exorcismo tiene éxito solo cuando Amorth se ofrece a sí mismo para ser poseído, lo que concuerda con la afirmación anterior de Asmodeo de que quiere destruir a Amorth.
Amorth trata de suicidarse colgándose, pero el demonio no se lo permite, prefiriendo poseerlo para así infiltrarse en la Iglesia y destruirla. Sin embargo, Esquibel ayuda a Amorth a alejar al demonio y las apariciones demoníacas de las dos mujeres que conflictuaban a ambos. Cuando logran mandar al demonio de vuelta al Infierno, tanto el papa como Henry se recuperan.
El dúo triunfante visita Roma y descubren que el cardinal Sullivan se ha ido a Guam y ha sido reemplazado por Lumumba. Amorth y Esquibel son aceptados en un archivo especial secreto de la Iglesia de eventos misteriosos y Lumumba les dice que estarán visitando otros sitios malignos alrededor del mundo con la ayuda de un mapa que Amorth encontró en la abadía, y así poder combatir el Mal. Amorth dice felizmente "¡Vamos al Infierno!". Finalmente, las palabras en la pantalla narran detalles biográficos sobre la carrera papal-exorcista de Amorth, incluido que ha escrito muchos libros y que "los libros son buenos".
Aparece una foto posterior a los créditos del verdadero Amorth sacando la lengua, junto con su fecha de nacimiento y de muerte.

## Reparto
- Russell Crowe como Padre Gabriele Amorth[2]
- Daniel Zovatto como Padre Esquibel[2]
- Alex Essoe como Julia[2]
- Franco Nero como el Papa[2]
- Laurel Marsden como Amy[2]
- Peter DeSouza-Feighoney como Henry[2]
- Cornell S. John como obispo Lumumba[2]
- Ryan O'Grady como cardenal Sullivan[2]
- Ralph Ineson como la voz de Asmodeus

## Producción

### Desarrollo
En octubre de 2020, Screen Gems adquirió los derechos de la historia del padre Gabriele Amorth con Ángel Gómez contratado para dirigir. Chester Hastings y R. Dean McCreary se encargaron de escribir el guion, mientras que Michael Patrick Kaczmarek, Jeff Katz y Eddie Siebert se encargaron de producir la película. En junio de 2022, Julius Avery abordó la película como director junto con el productor Doug Belgrad, de la compañía 2.0 Entertainment. Michael Petroni, Evan Spiliotopoulos y Chuck MacLean proporcionaron revisiones posteriores del guion. 

### Casting
En junio de 2022, Russell Crowe fue elegido para el papel de Amorth. Al mes siguiente, Alex Essoe y Daniel Zovatto se unieron al elenco. En septiembre de ese año, Franco Nero fue elegido como el papa, mientras que Laurel Marsden, Cornell S. John y Peter DeSouza-Feighoney se sumaron al elenco. Ralph Ineson se sumó para dar voz al demonio Asmodeo.

### Rodaje
La fotografía principal tuvo lugar de agosto a octubre de 2022 en Dublín y Limerick (Irlanda) y en Roma (Italia). Las escenas fueron filmadas con Crowe en el Trinity College de Dublín.

## Estreno
El exorcista del Papa se estrenó el 7 de abril de 2023. La película se estrenó en Estados Unidos el 14 de abril de 2023 por Sony Pictures Releasing.

## Recepción
El exorcista del Papa recibió reseñas generalmente positivas de parte de la crítica y la audiencia. En el sitio web agregador de reseñas Rotten Tomatoes la película posee una aprobación del 56%, basada en 90 reseñas, con una calificación de 5.5/10, y con un consenso crítico que dice: "¡Dominus Crowe! El exorcista del Papa es un horror sagrado estándar en la mayoría de los aspectos, pero la actuación santificada de su estrella será la respuesta a las oraciones de algunos espectadores". De parte de la audiencia tiene una aprobación del 74%, basada en más de 1000 votos, con una calificación de 3.9/5.
El sitio web Metacritic le dio a la película una puntuación de 45 sobre 100, basada en 19 reseñas, indicando "reseñas mixtas o promedio". Las audiencias encuestadas por CinemaScore le otorgaron a la película una "B-" en una escala de A+ a F, mientras que en el sitio IMDb los usuarios le asignaron una calificación de 6.1/10, sobre la base de más de 37 000 votos. En la página web FilmAffinity la cinta tiene una calificación de 5.3/10, basada en 2825 votos.